# Mieczysław Stachowiak
Mieczysław Andrzej Stachowiak (ur. 25 listopada 1952 w Łękach Wielkich) – generał broni Wojska Polskiego.

## Życiorys
Absolwent I Liceum Ogólnokształcącego im. Oskara Kolberga w Kościanie, Wyższej Szkoły Oficerskiej Wojsk Pancernych (1975) oraz Akademii Sztabu Generalnego (1983) i Akademii Bundeswehry w Hamburgu (1993). Służbę wojskową rozpoczął w 1971 r. W 1975 r. dowódca plutonu w 15 pułku czołgów, a w latach 1976–1980 dowodził plutonem i kompanią czołgów w 10 pułku czołgów. Po ukończeniu WKDO studiował na ASG WP, którą ukończył w 1980 r. Oficer operacyjny w sztabie 10 Dywizji Pancernej, a następnie szef sztabu 10 pułku czołgów. W latach 1987–1991 był dowódcą 27 pułku czołgów i 73 pułku zmechanizowanego. W 1991 roku wyznaczony na stanowisko szefa sztabu 5 DZ. W 1993 po otrzymaniu dyplomu Akademii Dowodzenia Bundeswehry skierowany do dowództwa ŚOW. Od 1996 roku dowodził 5 Dywizją Zmechanizowaną w Gubinie, a od 1997 roku 12 Szczecińską Dywizją Zmechanizowaną. Wyznaczony został pod koniec 2000 roku na stanowisko dowódcy Korpusu Powietrzno-Zmechanizowanego, a od 2001 do 2004 dowodził 2 Korpusem Zmechanizowanym w Krakowie. Asystent szefa Sztabu Głównego WP w latach 2004–2005.
Został z dniem 25 maja 2007 roku wyznaczony na stanowisko I zastępcy Szefa Sztabu Generalnego Wojska Polskiego. W okresie od 10 kwietnia do 7 maja 2010 roku, po śmierci generała Franciszka Gągora, pełnił obowiązki Szefa Sztabu Generalnego Wojska Polskiego.
17 maja 2010 r. złożył wypowiedzenie stosunku służbowego zawodowej służby wojskowej i we wrześniu 2010 r. został zwolniony z zawodowej służby wojskowej.

## Awanse
- podporucznik 1975[3]
- generał dywizji (2001)[7]
- generał broni (3 maja 2007)[8]

## Ordery i odznaczenia
- Krzyż Oficerski Orderu Odrodzenia Polski (2010)[9]
- Krzyż Kawalerski Orderu Odrodzenia Polski (2001)[10]
- Złoty Krzyż Zasługi (1996)[11]
- Srebrny Medal Opiekuna Miejsc Pamięci Narodowej[12]